# NS-2007
El NS-2007 (Neumático Santiago 2007) es el sexto modelo de tren del Metro de Santiago y el quinto en utilizar rodadura neumática. Diseñado y construido por CAF en España. En total eran 20 trenes formados de nueve unidades, pero luego de un incendio en la estación San Pablo quedaron solamente 19 (171 unidades). Circulan exclusivamente por la Línea 1 del Metro de Santiago. Está basado en el esquema del modelo NM-02 que circula en el Metro de la Ciudad de México.

## Historia
La historia de estos trenes se remonta a los inicios del Transantiago, actual Red Metropolitana de Movilidad. En la época, la alta demanda de pasajeros hizo necesario la incorporación de nuevo material rodante. Para esto Metro realizó una licitación pública de construcción y mantenimiento de nuevos trenes.
En 2007, Metro adjudicó la licitación para la construcción de estos trenes a la empresa española CAF. Los 180 coches, equivalentes a 20 trenes comenzaron a prestar servicio en noviembre de 2009, con el fin de enfrentar el aumento de pasajeros producto de la extensión a Las Condes.
En 2014, se les comenzó a instalar aire acondicionado. Para ello la totalidad de estos trenes fueron modificados. Esta medida fue realizada para mejorar la experiencia de viaje. Dicho proceso culminó a finales de 2015.
Durante 2016, sufrieron una nueva mejora. Esta vez fue la instalación del sistema CBTC como sistema de pilotaje automático. Los NS-2007 no contaban con sistemas de piloto automático desde fábrica.
En octubre de 2019, en el marco de las protestas por el alza de las tarifas, una formación de estos trenes fue completamente quemada en la estación San Pablo.

## Datos técnicos
- Ancho de vía ruedas de seguridad: 1435 mm
- Voltaje utilizado por el tren: 750 VCC
- Sistema de tracción: Motores Asíncronos de corriente alterna protegidos electrónicamente contra descargas y variaciones
- Sistema de ventilación: aire acondicionado
- Fabricante: Construcciones y Auxiliar de Ferrocarriles
- Procedencia: España
- Año de construcción: 2009 (N2096) a 2010 (N2115)
- Series Motrices: M0191 al M0230
- Interiores: Asientos color rojo y acabados interiores en blanco crema
- Pintura de la carrocería: Blanca con franjas rojas
- Sistema de conducción automática CBTC.
- Monocoup: Campana eléctrica
- Largo del coche M: 15,76 m
- Largo de los coches N, NP y R: 14,88 m
- Formaciones posibles: 9 coches M-R-N-NP-R-N-N-R-M (135,68 m)

En donde:
- M: Coche motor con cabina de conductor.
- N: Coche motor sin cabina de conductor.
- NP: Coche motor con equipo de pilotaje automático.
- R: Coche remolque.